# Trzęsienie ziemi na Haiti (2010)

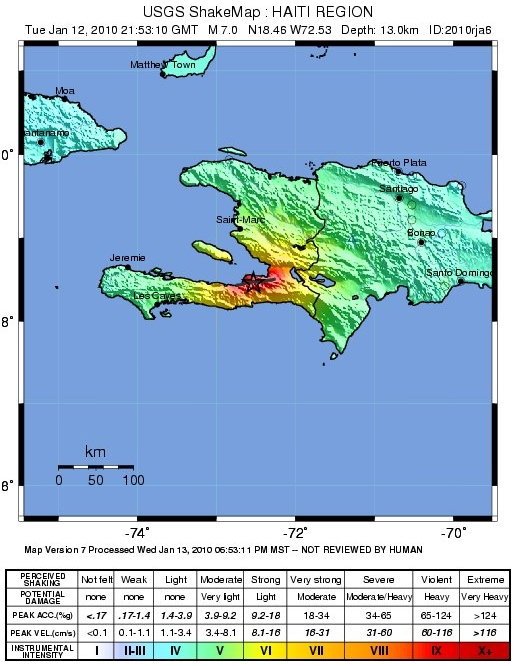
USGS intensywność

Trzęsienie ziemi w Haiti (2010) – trzęsienie ziemi o magnitudzie 7 w skali Richtera, którego epicentrum znajdowało się w odległości ok. 25 km od Port-au-Prince w Haiti. Główny wstrząs nastąpił 12 stycznia 2010 o godz. 16.53 czasu lokalnego (21.53 UTC). Zarejestrowano wiele wstrząsów wtórnych, z których dziesięć przekraczało magnitudę 5 w skali Richtera. Wstrząsy odczuwalne były także w Dominikanie (zajmującej wschodnią część wyspy Haiti), na Kubie, Jamajce, Bahamach oraz na Turks i Caicos, jednak nie spowodowały tam większych zniszczeń.

## Przyczyny trzęsienia
Trzęsienie ziemi w Haiti (trzęsienie tektoniczne), zostało spowodowane naprężeniem powstającym w skorupie ziemi. Doszło do kolizji przemieszczających się płyt litosferycznych: płyty karaibskiej poruszającej się na wschód i płyty północnoamerykańskiej, poruszającej się na zachód.
Haiti leży na mikropłycie Gonave – powstałej w strefie kolizji. Wyspę przecinają dwa uskoki tektoniczne. Uskoki te oddzielają Obszar Haiti od płyt: karaibskiej (uskok południowy) i północnoamerykańskiej (uskok północny).
Epicentrum wstrząsów znajdowało się bliżej uskoku południowego.

## Straty

### Straty materialne
Zniszczeniu uległa większość historycznych budynków w Port-au-Prince, m.in. Pałac Prezydencki, siedziba Zgromadzenia Narodowego i katedra Notre-Dame. Mniejsze szkody zanotowano także w budynkach Ministerstwa Finansów, Ministerstwa Robót Publicznych, Ministerstwa Komunikacji i Kultury, Ministerstwa Sprawiedliwości, a także na międzynarodowym lotnisku w stolicy.
Zniszczeniu uległ szpital w Pétionville, na bogatych przedmieściach oraz większość innych placówek leczniczych w centrum miasta. Zniszczeniu uległo także przepełnione główne więzienie w Port-au-Prince, w wyniku czego więźniowie uciekli.
Zniszczenia dotknęły też siedzibę stabilizacyjnej misji ONZ, mieszczącej się w Christopher Hotel, oraz urzędy Banku Światowego. Hôtel Montana, w którym znajdowało się około 300 gości, zawalił się, a los około 200 osób jest nieznany. Port, w którym znajdowały się statki, uległ poważnemu uszkodzeniu; do morza wydostała się ropa z zacumowanych statków.
Po trzęsieniu ziemi w Port-au-Prince zapanował chaos, a nad ruinami unosiła się chmura szarego pyłu.

### Ofiary
Według danych rządu Haiti trzęsienie pochłonęło 316 tys. ofiar śmiertelnych. Około trzech milionów ludzi mogło ucierpieć w inny sposób: odniosło obrażenia lub zostało bez dachu nad głową.
W wyniku trzęsienia zginęli żołnierze oenzetowskiej misji stabilizacyjnej MINUSTAH. Wśród stacjonujących na wyspie od 2004 roku żołnierzy jest dziewiętnastu zabitych Brazylijczyków, trzech jordańskich wojskowych oraz 8 członków chińskich sił pokojowych. Żołnierze zginęli pod gruzami zawalonych budynków. Zginął także szef misji stabilizacyjnej Hédi Annabi.
Na skutek trzęsienia śmierć ponieśli m.in. arcybiskup Port-au-Prince Joseph Serge Miot, nominowana do nagrody Nobla Zilda Arns, minister sprawiedliwości Paul Denis oraz lider opozycji Michel Gaillard.

### Ofiary wśród cudzoziemców
| Państwo           | Liczba ofiar |
| ----------------- | ------------ |
| Stany Zjednoczone | 106          |
| Kanada            | 63           |
| Francja           | 29           |
| Dominikana        | 24           |
| Brazylia          | 19           |
| Chiny             | 8            |
| Filipiny          | 4            |
| Holandia          | 4            |
| Benin             | 3            |
| Chile             | 3            |
| Hiszpania         | 3            |
| Jordania          | 3            |
| Meksyk            | 2            |
| Niemcy            | 2            |
| Syria             | 2            |
| Wielka Brytania   | 2            |
| Włochy            | 2            |
| Argentyna         | 1            |
| Austria           | 1            |
| Belgia            | 1            |
| Czad              | 1            |
| Gwatemala         | 1            |
| Indie             | 1            |
| Irlandia          | 1            |
| Kenia             | 1            |
| Kolumbia          | 1            |
| Kongo             | 1            |
| Niger             | 1            |
| Nigeria           | 1            |
| Peru              | 1            |
| Polska            | 1            |
| Rosja             | 1            |
| Tajwan            | 1            |
| Tunezja           | 1            |
| Urugwaj           | 1            |

## Reakcje
Stany Zjednoczone – prezydent Stanów Zjednoczonych Barack Obama oraz sekretarz stanu Hillary Clinton obiecali pomoc dla Haiti.
 Kuba – w pierwszych 72 godzinach po trzęsieniu ziemi głównym wsparciem medycznym dla całego Haiti byli lekarze z Kuby. W ciągu 24 godzin od momentu katastrofy, Kubańczycy zdążyli przeprowadzić ponad 1000 nadzwyczajnych operacji chirurgicznych, zamieniając swoje prywatne kwatery w improwizowane kliniki. W krótkim czasie kubański personel medyczny powiększył się do 1500 osób. 344 lekarzy pracowało na Haiti w chwili trzęsienia ziemi, podczas gdy 350 członków Nadzwyczajnej Brygady Ratownictwa Medycznego „Henry Reeve” dołączyło do nich, przylatując z Kuby tuż po katastrofie. Kubańczycy udzielili pomocy 4,2 razy więcej potrzebującym aniżeli Lekarze bez Granic (MSF) (który miał dwa razy tyle pracowników, a także większe środki finansowe) i 10,8 razy więcej aniżeli kanadyjski DART. W przybliżeniu połowa personelu kubańskiego pracowała poza stolicą, podczas gdy wiele innych misji medycznych nie potrafiło tam dotrzeć. Zasadniczo, Kubańczycy zadeklarowali się odbudować cały system służby zdrowia na Haiti.
 Watykan – o modlitwie w intencji ofiar kataklizmu zapewnił papież Benedykt XVI.
 Brazylia – prezydent Brazylii Luiz Inácio Lula da Silva wyraził żal z powodu kataklizmu, gdyż siły jego kraju prowadzą misję stabilizacyjną na wyspie.
 Komisja Europejska przeznaczyła 3 mln euro na pomoc dla Haiti.
 Francja – minister spraw zagranicznych Francji Bernard Kouchner obiecał, niezależnie od pomocy Unii Europejskiej, wsparcie swojego kraju dla poszkodowanych.
 Polska – pomoc zaoferowała też Polska. Rzecznik MSZ Piotr Paszkowski zapowiedział, że polski rząd przekaże rządowi Haiti w ramach pomocy Międzynarodowego Czerwonego Krzyża 50 tys. dolarów. 100 tys. dolarów jest w rezerwie. Polska wysłała także wyspecjalizowanych ratowników na Haiti.
17 stycznia polscy ratownicy zostali uwikłani w strzelaninę w miejscu, w którym przeprowadzali akcję ratowniczą; żaden z Polaków nie został ranny, jednakże ratownicy dostali rozkaz wycofania się do bazy na czas nieokreślony.
Liczba personelu medycznego:
- Lekarze bez Granic (MSF) – 3408
- Kanada – 45
- Stany Zjednoczone – 550
- Kuba – 1504

Liczba pacjentów, którym udzielono pomocy:
- Lekarze bez Granic (MSF) – 54 000
- Kanada – 21 000
- Stany Zjednoczone – 871
- Kuba – 227 143

Liczba przeprowadzonych zabiegów chirurgicznych:
- Lekarze bez Granic (MSF) – 3700
- Kanada – 0
- Stany Zjednoczone – 843
- Kuba – 6499

W celu ochrony zbiorów znajdujących się w bibliotekach i archiwach Karaibska Biblioteka Cyfrowa (dLOC), Florida International University Libraries i Kimberly Green Latin American and Caribbean Center i Florida International University zainicjowały projekt Protecting Haitian Patrimony Initiative. Już w lutym oceniono na miejscu skalę zniszczeń. Równocześnie zbierano fundusze, szkolono pracowników na uczelniach w USA, a dla lepszego zrozumienia historii Haiti stworzono stronę internetową Haiti: An Island Luminous gdzie zaprezentowano zeskanowane rzadkie książki, rękopisy i zdjęcia w archiwach i bibliotekach na Haiti i w Stanach Zjednoczonych.
Według szacunków Banku Światowego straty poniesione przez Haiti w wyniku trzęsienia ziemi odpowiadają kwocie równej 15 procentom PKB tego kraju. Z kolei według szacunków Międzyamerykańskiego Banku Rozwoju odbudowa Haiti będzie kosztowała 14 miliardów dolarów.
W społecznościowym projekcie OpenStreetMap powstał podprojekt stworzenia szczegółowej i aktualnej mapy okolic Port-au-Prince. Dane geoprzestrzenne uzyskane w ten sposób są pomocą dla grup ratowników w Haiti.
Rząd Haiti wprowadził 17 stycznia stan wyjątkowy, który miał obowiązywać do końca stycznia, oraz miesięczną żałobę narodową.

## Reakcje muzyków
Koncerty charytatywne Hope for Haiti Now odbyły się 22 stycznia 2010 roku w Nowym Jorku, Los Angeles i Londynie i były transmitowane na cały świat. Dochód – ponad 60 milionów dolarów – został przeznaczony na pomoc ofiarom trzęsienia ziemi.
Music for Relief, organizacja non-profit założona przez zespół Linkin Park w 2005 roku, by pomagać ofiarom katastrof naturalnych, nagrał album kompilacyjny pt. Download to Donate for Haiti Music for Relief współpracuje z United Nations Foundation, Habitat for Humanity oraz BAMA Works, fundacją grupy Dave Matthews Band, by dostarczyć m.in.: wodę, jedzenie i środki medyczne ofiarom trzęsienia ziemi w Haiti. To na nie przekazany został dochód ze sprzedaży albumu. Ostatnio też Haiti odwiedziły takie gwiazdy jak Jared Leto członek zespołu rockowego 30 Seconds to Mars (który przez jakiś czas zamieszkiwał na Haiti wraz z bratem, Shannonem Leto, w okresie dzieciństwa) czy Miley Cyrus znana między innymi z roli Hanny Montany.
Pomogła również Lady GaGa. W swoim oficjalnym sklepie internetowym umieściła specjalną koszulkę „GAGA FOR HAITI”, z której wszystkie pieniądze poszły na pomoc ludzi w Haiti. W pomoc ofiarom nieszczęścia zaangażował się także Scott Stapp.

### Lista utworów
Wydanie pierwsze
| #   | Tytuł                                  | Wykonawca                | Długość |
| --- | -------------------------------------- | ------------------------ | ------- |
| 1.  | „Not Alone”                            | Linkin Park              | 4:12    |
| 2.  | „Mother Maria”                         | Slash gość. Beth Hart    | 5:35    |
| 3.  | „Never Let Me Down”                    | Kenna                    | 3:13    |
| 4.  | „Heroes”                               | Peter Gabriel            | 4:02    |
| 5.  | „Still (Acoustic, Vancouver Sessions)” | Alanis Morissette        | 5:33    |
| 6.  | „Resurrection”                         | Lupe Fiasco gość. Kenna  | 4:07    |
| 7.  | „We Are One”                           | Hoobastank               | 4:47    |
| 8.  | „The Wind Blows (Skrillex Remix)”      | The All-American Rejects | 4:57    |
| 9.  | „It Must Be Love”                      | Enrique Iglesias         | 3:45    |
| 10. | „Typical Situation”                    | Dave Matthews Band       | 12:58   |

Wydanie drugie
| #   | Tytuł                                    | Wykonawca                            | Długość |
| --- | ---------------------------------------- | ------------------------------------ | ------- |
| 1.  | „Not Alone”                              | Linkin Park                          | 4:12    |
| 2.  | „Mother Maria”                           | Slash gość. Beth Hart                | 5:35    |
| 3.  | „Never Let Me Down”                      | Kenna                                | 3:13    |
| 4.  | „Butterfly”                              | Weezer feat. Allison Allport         | 4:02    |
| 5.  | „Still (Acoustic, Vancouver Sessions)”   | Alanis Morissette                    | 5:33    |
| 6.  | „Resurrection”                           | Lupe Fiasco gość. Kenna              | 4:07    |
| 7.  | „We Are One”                             | Hoobastank                           | 4:47    |
| 8.  | „The Wind Blows (Skrillex Remix)”        | The All-American Rejects             | 4:57    |
| 9.  | „It Must Be Love”                        | Enrique Iglesias                     | 3:45    |
| 10. | „Typical Situation”                      | Dave Matthews Band                   | 12:58   |
| 11. | „Slipstream (Slimmed Down Mix)”          | The Crystal Method feat. Jason Lytle | 5:30    |
| 12. | „Gold Guns Girls (Mike Shinoda Remix)”   | Metric                               | 5:12    |
| 13. | "Times Like These (Live from Red Rocks)” | Jack Johnson                         | 2:37    |

Wydanie trzecie
| #   | Tytuł           | Wykonawca    | Długość |
| --- | --------------- | ------------ | ------- |
| 14. | Gargoyle (live) | Dinosaur Jr. | 6:11    |
| 15. | Look Away       | Mickey Hart  | 5:58    |
| 16. | Johan           | Guster       | 3:23    |

* Pierwsze 13 utworów zgodne z drugim wydaniem

## Galeria

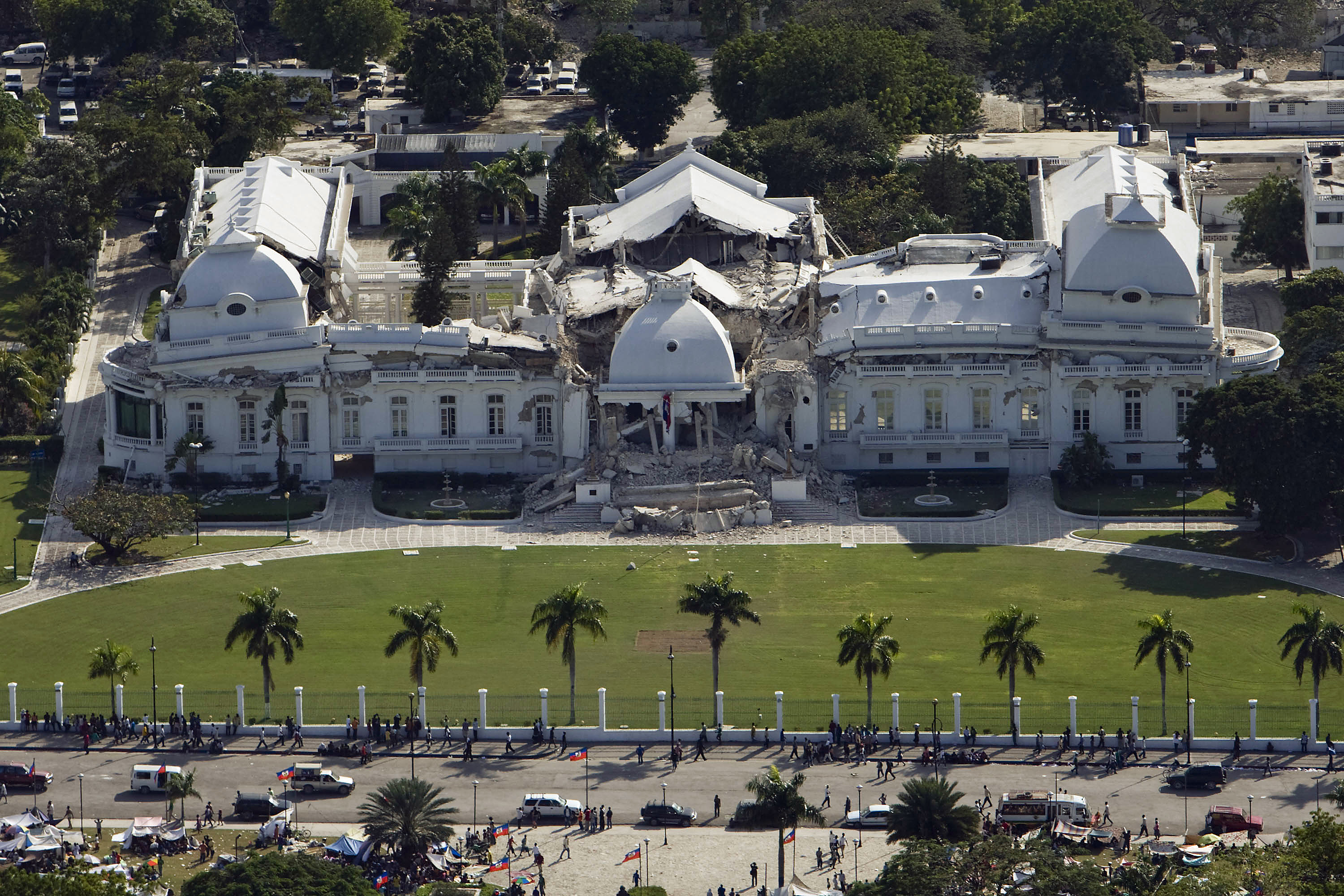
Zniszczony Pałac Prezydencki w Port-au-Prince
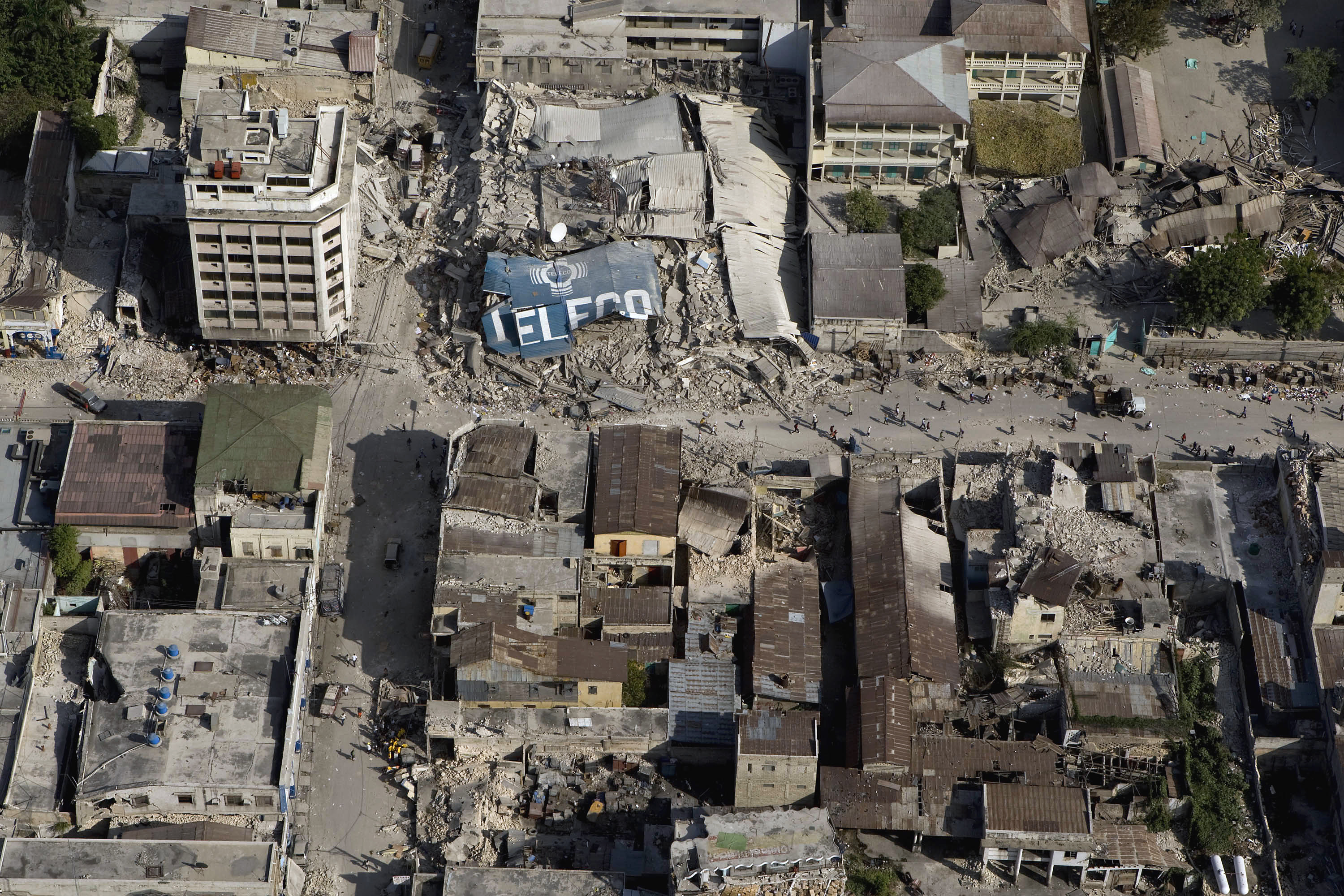
Zniszczenia w Port-au-Prince
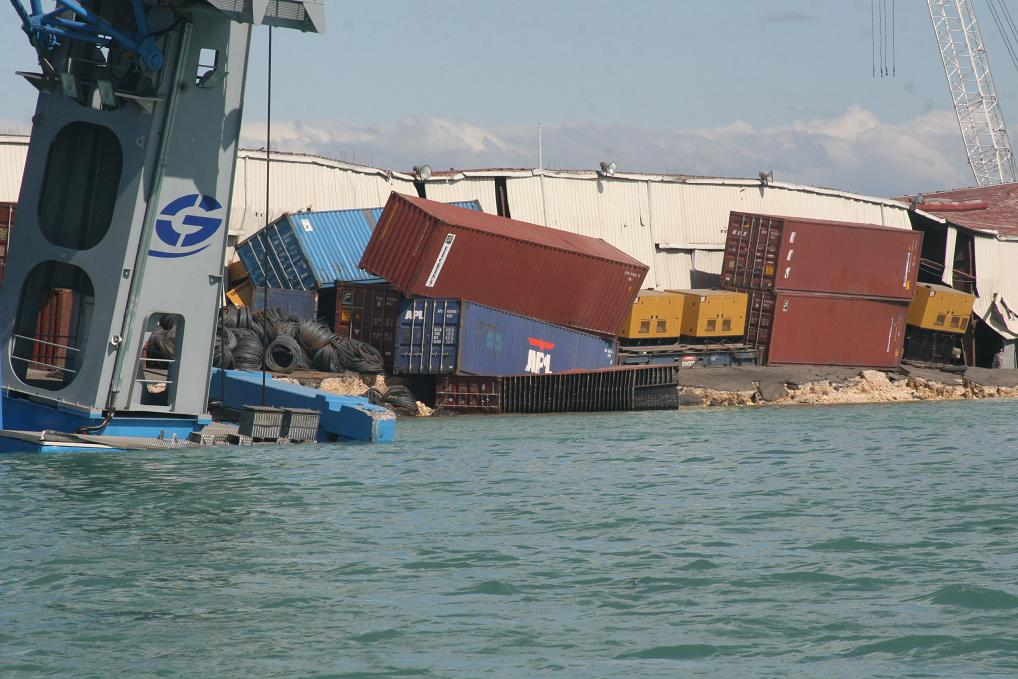
Zniszczenia w porcie w Port-au-Prince
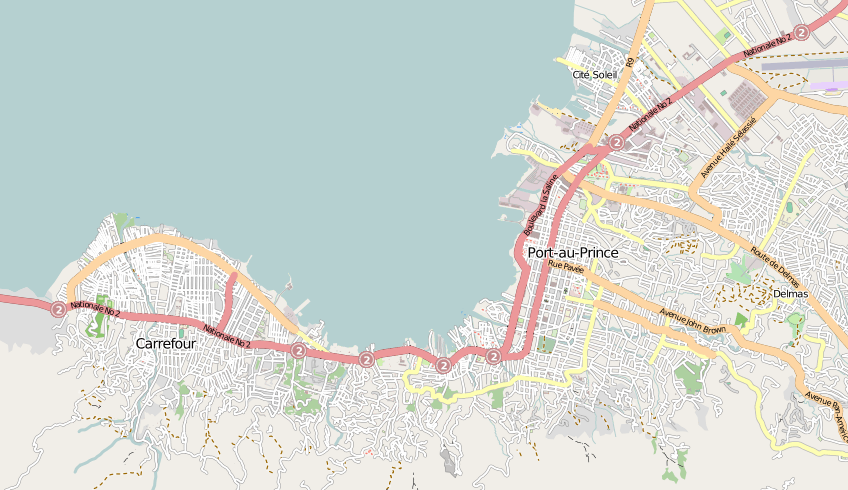
Mapa OpenStreetMap uwzględniająca zniszczenia instalowana na odbiornikach GPS